# Leon Schneider
Leon Schneider (* 19. Juni 2000 in Eisenhüttenstadt) ist ein deutscher Fußballspieler auf der Position der Innenverteidigung und des defensiven Mittelfelds.

## Karriere
Schneider spielte in seiner Jugend bis 2012 bei Aufbau Eisenhüttenstadt und anschließend beim FC Eisenhüttenstadt. Im Alter von 13 Jahren wechselte er in die Jugend von Energie Cottbus. Ab 2016 spielte er für die A-Junioren (U19), mit denen er 2017 den Abstieg aus der A-Junioren-Bundesliga Nord/Nordost in die zweitklassige Regionalliga Nordost hinnehmen musste. In der Saison 2016/17 wurde Schneider in das Training der ersten Mannschaft von Energie Cottbus berufen. Ein Einsatz in der Regionalliga Nordost blieb dem damals 16-jährigen Schneider aufgrund einer fehlenden Spielberechtigung allerdings noch verwehrt. In der Saison 2017/18 gab Schneider beim 7:2-Sieg gegen den BSC Preußen Blankenfelde-Mahlow im brandenburgischen Landespokal sein Debüt für die Profimannschaft des FC Energie Cottbus. Seinen ersten Einsatz in der Regionalliga bekam er am sechsten Spieltag im Spiel gegen Germania Halberstadt, als er in der 77. Minute eingewechselt wurde. Ein weiterer Kurzeinsatz folgte am neunten Spieltag gegen die U23 von Hertha BSC. Er wurde mit der Mannschaft Meister der Regionalliga Nordost und stieg nach einem Sieg in der Aufstiegsrelegation gegen den Nord-Meister SC Weiche Flensburg 08 in die 3. Liga auf.
Schneider kam in der Saison 2018/19 erstmals am neunten Spieltag bei der 1:2-Niederlage gegen den Halleschen FC zum Einsatz. Sein Startelfdebüt gab er zehn Tage später bei der 1:3-Niederlage gegen Fortuna Köln. In der Hinrunde der Saison 2018/19 schaffte es Schneider, zum erweiterten Kreis der Stammspieler zu gehören. Nachdem er bis zur Saison 2017/18 hauptsächlich als defensiver Mittelfeldspieler auflief, spielt er seit der Saison 2018/19 meist als Innenverteidiger. Energie Cottbus stieg am Saisonende wieder in die Regionalliga Nordost ab.
Zur Saison 2019/20 wechselte Schneider in die Regionalliga West zur zweiten Mannschaft des 1. FC Köln. Er kam zu 9 Regionalligaeinsätzen, in denen er ein Tor erzielte, ehe die Saison im März 2020 aufgrund der COVID-19-Pandemie nicht mehr fortgeführt werden konnte.
Zur Saison 2020/21 wechselte der 20-Jährige für ein Jahr auf Leihbasis zum Drittligisten KFC Uerdingen 05. Für die Krefelder absolvierte der Innenverteidiger 18 Ligaspiele (11-mal von Beginn).
Zur Saison 2021/22 wurde er an die Würzburger Kickers weiterverliehen, die zuvor in die 3. Liga abgestiegen waren. In Würzburg kam der Innenverteidiger regelmäßig zum Einsatz und absolvierte 32 Drittligaeinsätze (28-mal in der Startelf), in denen er ein Tor erzielte. Die Kickers stiegen jedoch in die Regionalliga Bayern ab und Schneider verließ den Verein mit seinem Leihende.
Im Sommer 2023 wechselte er zum Drittligisten Arminia Bielefeld. Mit der Arminia gewann er den Westfalenpokal 2023/24 durch einen 3:1-Sieg über den SC Verl. In der Saison 2024/25 wurde Schneider unter Michél Kniat mit Arminia Bielefeld Drittligameister, Westfalenpokalsieger und erreichte den Einzug in das DFB-Pokal-Finale 2025, in dem man dem VfB Stuttgart mit 2:4 unterlag.

## Privates
Sein Vater Bernd Schneider spielte von 1981 bis 1983 für die BSG Stahl Eisenhüttenstadt in der zweitklassigen DDR-Liga.

## Erfolge
- Aufstieg in die 3. Liga: 2018 (Energie Cottbus)
- Deutscher Drittligameister und Aufstieg in die 2. Bundesliga: 2025 (Arminia Bielefeld)
- Meister der Regionalliga Nordost: 2018 (Energie Cottbus)
- Westfalenpokalsieger (2): 2024, 2025 (Arminia Bielefeld)